# Carrazedo (Bragança)
Carrazedo ist ein Ort und eine ehemalige Gemeinde (Freguesia) im portugiesischen Kreis Bragança. Die Gemeinde hatte 114 Einwohner (Stand 30. Juni 2011).
Am 29. September 2013 wurden die Gemeinden Carrazedo und Castrelos zur neuen Gemeinde União das Freguesias de Castrelos e Carrazedo zusammengeschlossen.